# Paphiopedilum grussianum
Paphiopedilum grussianum är en orkidéart som beskrevs av H.S.Hua. Paphiopedilum grussianum ingår i släktet Paphiopedilum och familjen orkidéer. Inga underarter finns listade i Catalogue of Life.